# Americano (Cocktail)

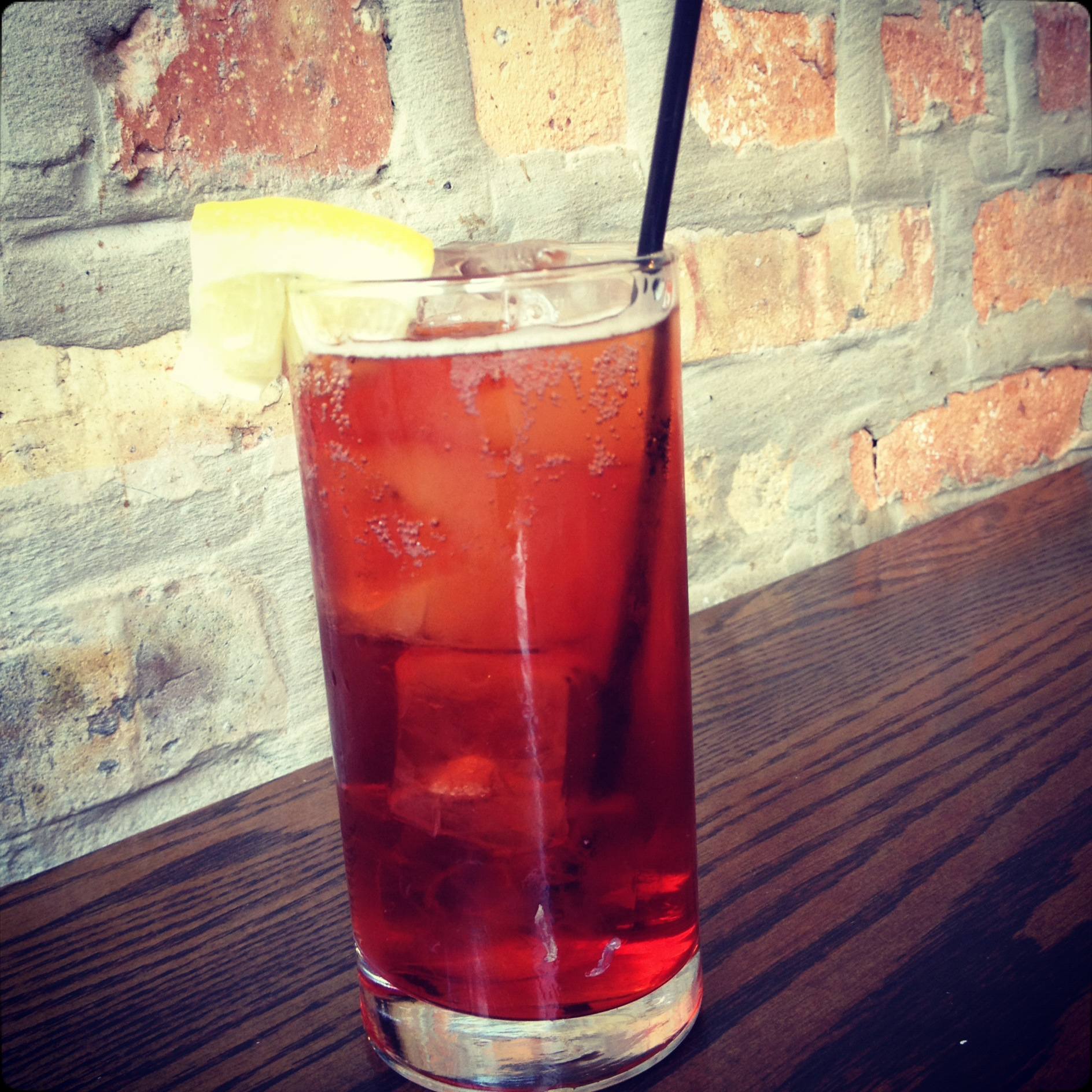
Americano

Der Americano ist ein klassischer Aperitifcocktail. Zubereitet wird er aus Campari und rotem Wermut. Als Garnierung werden Orange und Zitrone verwendet.
Die Zutaten werden im Tumbler auf Eis gerührt, nach Belieben mit einem Spritzer Soda aufgefüllt und garniert. Erstmals serviert wurde der Americano angeblich in der Bar des Gaspare Campari, dem Café Campari, in den 1860er-Jahren. Ursprünglich hieß der Cocktail nicht Americano, sondern Milano-Torino, was auf die Produktionsstädte der beiden Zutaten verweist: Der Campari ist aus Mailand und der Cinzano aus Turin.
Bekannt wurde der Americano auch durch Ian Flemings James Bond, der in Casino Royale – dem ersten Band der Romanserie – als ersten Drink einen Americano bestellt.

## Standardrezept
- Eiswürfel
- 3 cl Campari
- 3 cl roter Wermut
- 3 cl Soda
- Garnierung: Orangenzeste

Man gibt zuerst Eiswürfel in einen Tumbler. Danach wird roter Wermut, anschließend Campari und Sodawasser hinzugegeben und kurz verrührt. Zur Garnitur nimmt man eine Orangenzeste und verteilt die ätherischen Öle durch das Winden am Glasrand, danach legt man die Zeste auf die Eiswürfel.

## Verwandte Drinks
Ein Verwandter ist der Negroni, der im Unterschied zum Americano mit Gin anstelle von Sodawasser zubereitet wird.
Ein weiterer Verwandter ist der Negroni Sbagliato (gefälschter bzw. falscher Negroni), bei dem der 1:1-Mischung aus Campari und Vermouth rosso als dritte Komponente Sekt, Prosecco oder Asti Spumante zugesetzt wird. Das Mischungsverhältnis richtet sich dabei je nach Gusto.